# دزیره (فیلم ۱۹۵۴)
دزیره (به انگلیسی: Désirée) یک فیلم سینمایی درام تاریخی و بیوگرافی آمریکایی محصول سال ۱۹۵۴ به کارگردانی هنری کاستر با بازی مارلون براندو و جین سیمونز و تهیه‌کنندگی جولیان بلاستاین از فیلمنامه دانیل تاردش است. این فیلم بر اساس رمان پرفروش دزیره اثر آن ماری سلینکو ساخته شده‌است و آهنگسازی آن توسط الکس نورث و فیلم‌برداری آن را میلتون آر. کراسنر انجام داده‌است.
این فیلم نامزد دریافت دو جوایز اسکار، برای بهترین طراحی صحنه و بهترین طراحی لباس (رنه هوبرت و شارل لوماری) شد.

## داستان
در سال ۱۷۹۴، در مارسی، دزیره کلاری با یک کورسیکایی به نام ژوزف بناپارت آشنا می‌شود و او و برادرش، کاپیتان ناپلئون بناپارت را برای ملاقات با خانواده در روز بعد دعوت می‌کند. روز بعد، ژولی، خواهر دزیره، و ژوزف فوراً جذب یکدیگر می‌شوند، و ناپلئون نیز شیفتهٔ دزیره می‌شود. او به دزیره اعتراف می‌کند که برادران فقیر بناپارت به مهریه‌های هنگفت خواهران کلاری نیاز دارند. کمی بعد، دزیره می‌فهمد که ناپلئون بازداشت شده و به پاریس منتقل شده‌است.
ناپلئون سرانجام به مارسی بازمی‌گردد و به دزیره می‌گوید که از همهٔ اتهامات تبرئه شده، اما مأموریتی یافته تا سلطنت‌طلبان بوربون را در پاریس سرکوب کند. دزیره از او می‌خواهد که ارتش را ترک کند و به تجارت با برادرش بپیوندد، اما ناپلئون این پیشنهاد را به تمسخر می‌گیرد و به جای آن از او خواستگاری می‌کند. دزیره می‌پذیرد و برای بازگشت ناپلئون به پاریس به او پول قرض می‌دهد.
ناپلئون به او قول می‌دهد که همیشه دوستش خواهد داشت و به‌زودی برای ازدواج بازمی‌گردد، اما با گذشت ماه‌ها، دزیره به او شک می‌کند و به شهر می‌رود، جایی که با ژنرال ژان-باپتیست برنادوت آشنا می‌شود. او می‌فهمد که ناپلئون با ژوزفین دو بوآرنه ثروتمند نامزد کرده‌است. دزیره به خودکشی فکر می‌کند، اما برنادوت که عاشق او شده، مانعش می‌شود.
چند سال بعد، در سال ۱۷۹۷، ناپلئون که اکنون ژنرال برجستهٔ فرانسه است، در ایتالیا پیروزی به دست آورده و دزیره همراه با ژولی و ژوزف در رم زندگی می‌کند. با این حال، او از رم خسته می‌شود و تصمیم می‌گیرد به پاریس بازگردد، جایی که با ناپلئون، که اکنون با ژوزفین ازدواج کرده، دیدار می‌کند. ناپلئون اعلام می‌کند که راهی لشکرکشی جدیدی به ایالت مصر خواهد شد. برنادوت از دیدن دوبارهٔ دزیره بسیار خوشحال می‌شود و از او خواستگاری می‌کند.
تا ۴ ژوئیهٔ ۱۷۹۹، دزیره و برنادوت زندگی زناشویی شادی دارند و صاحب پسری به نام اسکار (با بازی نیکلاس کوستر) شده‌اند. در ۹ نوامبر ۱۷۹۹، ناپلئون به‌عنوان کنسول اول جمهوری فرانسه معرفی می‌شود و از برنادوت می‌خواهد که به شورای حکومتی او بپیوندد و برنادوت می‌پذیرد.
چند سال بعد، ناپلئون به‌عنوان امپراتور فرانسه تاج‌گذاری می‌کند و تاج را از دستان پاپ پیوس هفتم می‌گیرد و خودش را تاج‌گذاری می‌کند.
پنج سال بعد، ناپلئون که مشتاق داشتن وارث است، از ژوزفین طلاق می‌گیرد و دزیره، رقیب سابق خود را دلداری می‌دهد، پیش از آنکه ناپلئون با ماری لوئیز اتریشی هجده ساله ازدواج کند. ناپلئون فرانسه را وارد جنگ‌های بیشتری می‌کند و نمایندگانی از سوی کارل سیزدهم سوئد نزد برنادوت می‌آیند تا او را به فرزندخواندگی بگیرند و وارث تاج‌وتخت کنند. دزیره، که از این خبر که روزی ملکه خواهد شد شگفت‌زده شده، با این حال از شوهرش حمایت می‌کند و ناپلئون سرانجام به هر دوی آن‌ها اجازه می‌دهد پاریس را ترک کنند.
در استکهلم، دزیره با خاندان سلطنتی سازگار نمی‌شود و درخواست می‌کند به خانه بازگردد. هشت ماه بعد، او در یک مهمانی رقص در پاریس شرکت می‌کند، جایی که ناپلئون پسر جدیدش، ناپلئون دوم را به نمایش می‌گذارد. ناپلئون تهدیدهایی ضمنی در مورد اتحاد برنادوت با امپراتوری روسیه مطرح می‌کند و به حضار اعلام می‌کند که دزیره را به‌عنوان گروگان نگه خواهد داشت تا از حمایت سوئد در زمان تهاجم فرانسه به روسیه و تصرف مسکو اطمینان حاصل کند.
ارتش ناپلئون شکست می‌خورد و او به دیدار دزیره می‌آید و از او می‌خواهد نامه‌ای به برنادوت بنویسد و از او کمک بخواهد. دزیره درمی‌یابد که ناپلئون هنوز دوستش دارد و بیش‌تر به خاطر او آمده تا جلب حمایت شوهرش. کمی بعد، در جریان جنگ ائتلاف ششم، برنادوت فرماندهی یکی از ارتش‌هایی را به‌عهده دارد که ناپلئون را شکست می‌دهند، و ژنرال پیروز پیش از بازگشت به سوئد دوباره با دزیره دیدار می‌کند.
با این‌که تبعید ناپلئون به البا دیری نمی‌پاید، پس از نبرد واترلو، ناپلئون با ارتش شخصی‌اش به قصر مالمزون عقب‌نشینی می‌کند. نمایندگان ارتش‌های متحد از دزیره می‌خواهند با ناپلئون گفت‌وگو کند به امید آنکه او را به تسلیم شدن متقاعد کند. ناپلئون می‌پذیرد که تنها با دزیره صحبت کند و در گفت‌وگو با او می‌اندیشد که اگر با او ازدواج کرده بود سرنوشتش چگونه می‌شد. ناپلئون اعلام می‌کند که همهٔ زندگی‌اش را وقف دفاع از فرانسه کرده، اما دزیره با مهربانی به او می‌گوید که باید خواست فرانسه را بپذیرد و به تبعید در سنت هلن برود. ناپلئون با اشاره به این‌که چه عجیب است که دو تن از بزرگ‌ترین مردان زمان خود عاشق دزیره شده‌اند، شمشیرش را به نشان تسلیم به او می‌سپارد و اطمینان می‌دهد که مهریه تنها دلیل خواستگاری‌اش از او در سال‌ها پیش در مارسی نبوده است.